# Adelina Tattilo
Adelina Tattilo (Manfredonia, 13 novembre 1928 – Roma, 1º febbraio 2007) è stata un'editrice, giornalista e produttrice cinematografica italiana di stampo femminista, nota per le sue battaglie, iniziate negli anni sessanta, per la trasformazione dei costumi sociali e sessuali del suo Paese. Fu l'editrice di Playmen, mensile erotico che, sulla falsariga di quanto intrapreso negli Stati Uniti dapprima da Hugh Hefner e poi da Larry Flint, proponeva la liberazione dei comportamenti e l'affrancamento da bigottismo e falsi moralismi.

## Biografia
Originaria di Manfredonia e proveniente da una famiglia cattolica venne indirizzata, in gioventù, a una scuola religiosa di suore a Ivrea (TO). Negli anni sessanta la Tattilo lanciò Menelik, una rivista settimanale di fumetti erotici che riscosse molto successo, in cui spiccava il personaggio di 'Bernarda'; questo periodico arrivò a vendere fino a 100 000 copie alla settimana. Nel 1965 la Tattilo e suo marito Saro Balsamo, pubblicarono il settimanale musicale Big, una rivista rivolta agli adolescenti che trattava soprattutto di musica beat, con un taglio più politico rispetto a riviste simili come Ciao amici e Giovani, che rispondeva anche alle domande e alle curiosità riguardo al sesso, arrivando a vendere 450 000 copie alla settimana nel 1966. Un anno dopo cominciò ad uscire Men, una collezione settimanale di foto di donne nude comprate dalla Scandinavia o procurate da agenzie italiane di modelle.
Playmen fu fondato nel 1967, ispirandosi a Playboy che all'epoca era bandito in Italia. La Tattilo afferma che il lancio di Playmen costò 640 000 dollari nel 1967, e che già nel 1971 aveva un valore stimato in 1 600 000 dollari. La Tattilo prendeva le decisioni a Playmen, inclusa la scelta delle ragazze di copertina, e si assumeva ogni responsabilità; come quando pubblicò le immagini, scattate da paparazzi di cui non rivelò il nome, di Brigitte Bardot che prendeva il sole in topless. Nei primi anni settanta, la casa editrice della Tattilo si introdusse nel mercato librario con il Dizionario della Letteratura Erotica, La marijuana fa bene, e Playdux (1973), una storia erotica del fascismo. Negli anni sessanta e settanta, Adelina Tattilo combatté per una visione libertaria, radicale e socialista in Italia, e coltivò un'amicizia con Bettino Craxi.
Nel maggio del 1974 lanciò nelle edicole la rivista rivolta alla "borghesia femminista" Libera. Il giornale della donna moderna, di cui divenne poi anche direttrice responsabile. La rivista, che proponeva articoli di politica e costume, mescolava i temi tipicamente femministi ad immagini di nudo maschile e servizi di moda, destando spesso irritazione nel femminismo più oltranzista che per dirla con le parole di Grazia Francescato, direttrice di Effe, consideravano Libera espressione "di uno pseudo-femminismo pericolosissimo, perché impostato tutto su una falsa liberazione sessuale".
Nel 1976 contribuì a scrivere il libro Prendine mille e una, ma non sposarne alcuna, Guida Editori, curiosa raccolta di interviste irriverenti realizzate a celebri donne italiane da Luigi Silori sul tema del matrimonio, prendendo spunto da un'opera minore di Monsignor Della Casa. Tra le intervistate: Mirella Freni, Luisa Spagnoli, Paola Pigni, Franca Falcucci, Oriana Fallaci e Vittoria Ronchey. Nello stesso anno coprodusse il film Stato interessante, pellicola incentrata sull'allora dibattuto tema dell'aborto, mettendo in scena tre situazioni similari in tre diversi strati sociali e altrettante gravidanze indesiderate.
Negli anni novanta, seguendo l'evolversi dei costumi e della morale comune, creò, insieme ad Alessandro Malatesta, all'epoca pseudonimo di Alessandro Clericuzio, una rivista di nudo maschile, rivolta non alle donne bensì al mondo gay: Adam, che uscì per cinquanta numeri, per circa cinque anni, ed ebbe un grande successo. In un numero l'editore usò una vignetta di Tex Willer in versione omosex; il creatore del fumetto si dichiarò divertito dall'idea e decise di non chiedere i diritti d'autore perché avrebbe rischiato di passare per omofobo.
Adelina Tattilo è morta per l'aggravamento di una malattia incurabile a Roma, presso la casa di cura Villa Flaminia, il 1º febbraio 2007 all'età di 78 anni, lasciando tre figli, che già da tempo seguivano l'impresa editoriale di famiglia.

## Filmografia

### Produttrice
- Il tempo degli assassini (1975)
- Stato interessante (1976)
- San Babila ore 20: un delitto inutile (1976)